# Ali Gholizadeh
Ali Gholizadeh Nojedeh (tiếng Ba Tư: علی قلی‌زاده, đã Latinh hoá: 'Ali Qolizâde; sinh ngày 10 tháng 3 năm 1996) là một cầu thủ bóng đá chuyên nghiệp người Iran hiện thi đấu ở vị trí tiền đạo cho câu lạc bộ Charleroi tại Belgian First Division A và đội tuyển quốc gia Iran.

## Thống kê sự nghiệp

### Bàn thắng quốc tế
| #  | Ngày                 | Địa điểm                                           | Đối thủ      | Bàn thắng | Kết quả | Giải đấu                 |
| -- | -------------------- | -------------------------------------------------- | ------------ | --------- | ------- | ------------------------ |
| 1. | 17 tháng 3 năm 2018  | Sân vận động Azadi, Tehran, Iran                   | Sierra Leone | 2–0       | 4–0     | Giao hữu                 |
| 2. | 17 tháng 3 năm 2018  | Sân vận động Azadi, Tehran, Iran                   | Sierra Leone | 4–0       | 4–0     | Giao hữu                 |
| 3. | 20 tháng 11 năm 2018 | Sân vận động Hamad bin Khalifa, Doha, Qatar        | Venezuela    | 1–1       | 1–1     | Giao hữu                 |
| 4. | 3 tháng 6 năm 2021   | Sân vận động Al Muharraq, Arad, Bahrain            | Hồng Kông    | 1–0       | 3–1     | Vòng loại World Cup 2022 |
| 5. | 7 tháng 9 năm 2021   | Sân vận động Quốc tế Khalifa, Doha, Qatar          | Iraq         | 3–0       | 3–0     | Vòng loại World Cup 2022 |
| 6. | 16 tháng 11 năm 2021 | Sân vận động Quốc vương Abdullah II, Amman, Jordan | Syria        | 3–0       | 3–0     | Vòng loại World Cup 2022 |